# Belle (2013)
Belle (prt/bra: Belle) é um filme britânico de 2013, do género drama histórico, realizado por Amma Asante, escrito por Misan Sagay, produzido por Damian Jones e estrelado por Gugu Mbatha-Raw, Tom Wilkinson, Miranda Richardson, Penelope Wilton, Sam Reid, Matthew Goode, Emily Watson, Sarah Gadon, Tom Felton e James Norton. O filme foi inspirado no retrato de 1779 de Dido Elizabeth Belle ao lado de sua prima Lady Elizabeth Murray, na Kenwood House, que foi comissionada pelo seu tio-avô, William Murray, e em seguida Lord Chief Justice of England.
O filme foi exibido no Reino Unido em 13 de junho de 2014, e em Portugal o filme foi exibido nos cinemas em 6 de novembro de 2014, sob a distribuição da Outsider Films.

## Argumento
Belle é a filha ilegítima mestiça do sobrinho de Mansfield. Ela nasceu na Inglaterra no século XVIII e foi concebida de um relacionamento ilegítimo entre uma escrava negra e um almirante da Marinha Real. Seu pai vai para a guerra e confia os cuidados de Belle a seu tio.

## Elenco
- Gugu Mbatha-Raw como Dido Elizabeth Belle
- Tom Wilkinson como William Murray
- Miranda Richardson como Lady Ashford
- Penelope Wilton como Lady Mary Murray
- Sam Reid como John Davinier
- Matthew Goode como Capitão John Lindsay
- Emily Watson como  Lady Elizabeth Mansfield
- Sarah Gadon como Lady Elizabeth Murray
- Tom Felton[10] como James Ashford
- Alex Jennings como Lorde Ashford
- James Norton como Oliver Ashford
- James Northcote como Senhor Vaughan
- Bethan Mary-James como Mabel

## Reconhecimentos
| Prémio                                           | Data de cerimónia       | Categoria                                                  | Destinatários e nomeados | Resultado |
| ------------------------------------------------ | ----------------------- | ---------------------------------------------------------- | ------------------------ | --------- |
| African-American Film Critics Association        | 8 de dezembro de 2014   | Melhor Atriz                                               | Gugu Mbatha-Raw          | Venceu    |
| African-American Film Critics Association        | 8 de dezembro de 2014   | Melhor Filme                                               | Belle                    | Indicado  |
| Black Reel Awards                                | 19 de fevereiro de 2015 | Melhor Atriz                                               | Gugu Mbatha-Raw          | Venceu    |
| Black Reel Awards                                | 19 de fevereiro de 2015 | Melhor Realizador                                          | Amma Asante              | Indicada  |
| Black Reel Awards                                | 19 de fevereiro de 2015 | Melhor Elenco                                              | Toby Whale               | Indicado  |
| Black Reel Awards                                | 19 de fevereiro de 2015 | Melhor Filme                                               | Belle                    | Indicado  |
| Black Reel Awards                                | 19 de fevereiro de 2015 | Melhor Argumento                                           | Misan Sagay              | Indicado  |
| British Independent Film Awards                  | 7 de dezembro de 2014   | Melhor Atriz em um Filme Britânico Independente            | Gugu Mbatha-Raw          | Venceu    |
| British Independent Film Awards                  | 7 de dezembro de 2014   | Melhor Revelação                                           | Gugu Mbatha-Raw          | Indicada  |
| Chicago Film Critics Association                 | 15 de dezembro de 2014  | Melhor Artista Promissor                                   | Gugu Mbatha-Raw          | Indicada  |
| Empire Awards                                    | 29 de março de 2015     | Melhor Novata                                              | Gugu Mbatha-Raw          | Indicada  |
| London Film Critics' Circle                      | 18 de janeiro de 2015   | Atriz Britânica do Ano                                     | Gugu Mbatha-Raw          | Indicada  |
| Festival Internacional de Cinema de Miami        | 15 de março de 2014     | Prémio SIGNIS                                              | Belle                    | Venceu    |
| NAACP Image Awards                               | 6 de fevereiro de 2015  | Melhor Atriz no Cinema                                     | Gugu Mbatha-Raw          | Indicado  |
| NAACP Image Awards                               | 6 de fevereiro de 2015  | Melhor Realização no Cinema                                | Amma Asante              | Indicado  |
| NAACP Image Awards                               | 6 de fevereiro de 2015  | Melhor Filme Independente                                  | Belle                    | Venceu    |
| NAACP Image Awards                               | 6 de fevereiro de 2015  | Melhor Filme                                               | Belle                    | Indicado  |
| NAACP Image Awards                               | 6 de fevereiro de 2015  | Melhor Argumento                                           | Misan Sagay              | Venceu    |
| Festival Internacional de Cinema de Palm Springs | 3–13 de janeiro de 2014 | Prémio do Público de Melhor Narrativa em um Longa-Metragem | Belle                    | Indicado  |
| Festival Internacional de Cinema de Palm Springs | 3–13 de janeiro de 2014 | Recomendação feita para Realizadores Assistirem            | Amma Asante              | Venceu    |
| Satellite Awards                                 | 15 de fevereiro de 2015 | Melhor Atriz em Cinema                                     | Gugu Mbatha-Raw          | Indicada  |
| Satellite Awards                                 | 15 de fevereiro de 2015 | Melhor Figurino                                            | Anushia Nieradzik        | Indicado  |
| Women Film Critics Circle                        | 16 de dezembro de 2014  | Melhores Imagens Femininas em um Filme                     | Belle                    | Indicado  |
| Women Film Critics Circle                        | 16 de dezembro de 2014  | Melhor Filme realizado por uma Mulher                      | Amma Asante              | Indicada  |
| Women Film Critics Circle                        | 16 de dezembro de 2014  | Melhor Narradora                                           | Misan Sagay              | Indicada  |
| Women Film Critics Circle                        | 16 de dezembro de 2014  | Prémio Karen Morley                                        | Belle                    | Venceu    |